# Franziska von Reitzenstein

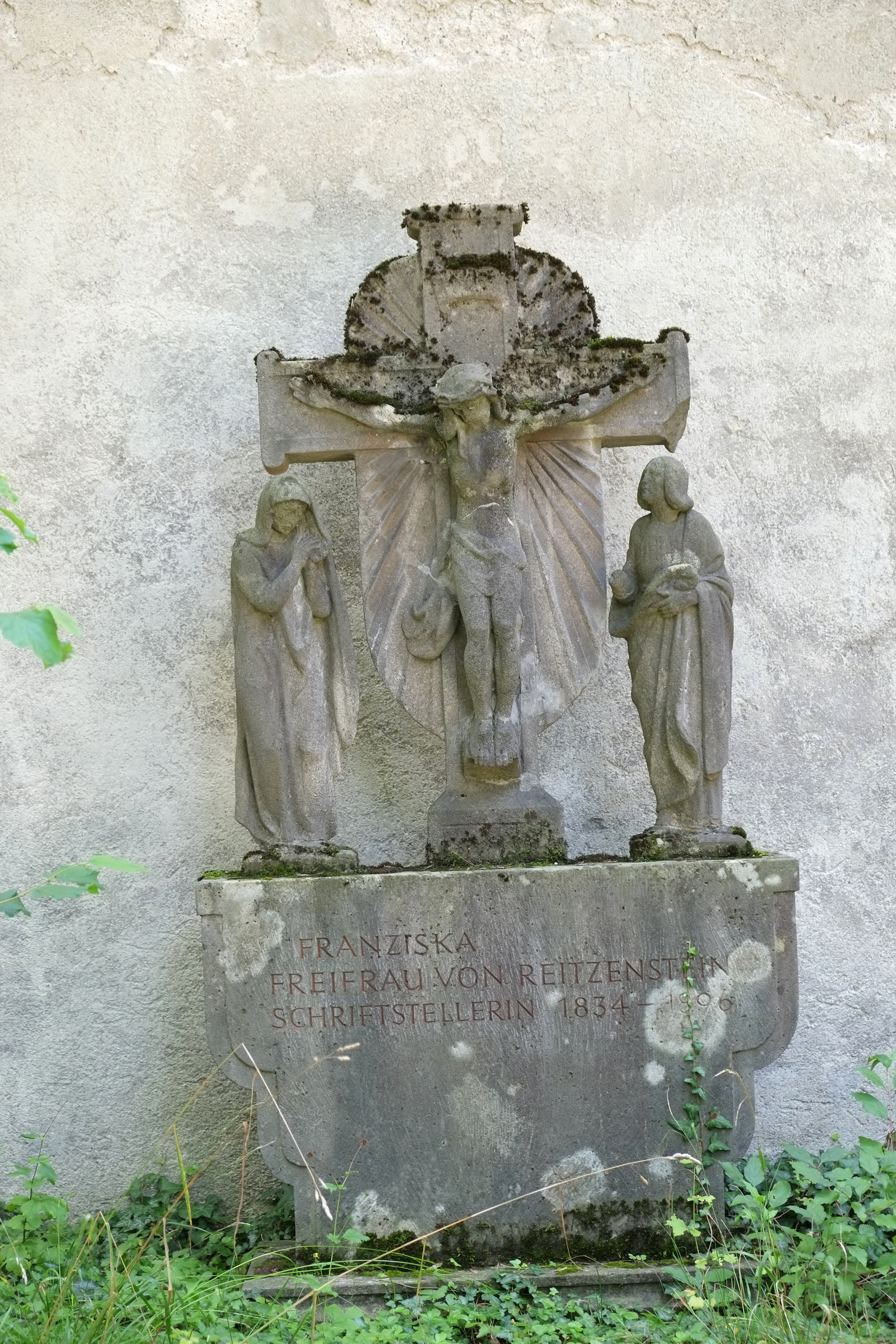
Grab (Entwurf von Friedrich von Thiersch) von Franziska Reitzenstein auf dem Alten Südlichen Friedhof in München

Franziska Freifrau von Reitzenstein, geborene Reichsgräfin von Nyß (* 19. September 1834 auf Schloss Härdenstein in Schwaben; † 4. Juni 1896 in München) war eine deutsche Romanschriftstellerin; sie schrieb unter dem Pseudonym Franz von Nemmersdorf.

## Biografie
Franziska von Reitzenstein wurde als Tochter des Augsburger Oberappellationsgerichtsrates Peter Paul von Nyß und der Babette von Epplen auf Schloss Härdenstein in Schwaben geboren. Sie war sehr gebildet in den Bereichen Geschichte, Philosophie und Anthropologie und bewegte sich in adligen Kreisen. Im Jahre 1849 heiratete die Sechzehnjährige den 33 Jahre älteren königlich-bayerischen Rittmeister Friedrich August Freiherrn von Reitzenstein (1801–1850), der bereits wenige Monate darauf verstarb. Nach dem Tod ihres Mannes reiste die junge Witwe durch Italien und besuchte Rom und Venedig. Um 1860 begann sie, für verschiedene Blätter zu schreiben. Vor allem Karl Gutzkow förderte die angehende Autorin. Für dessen Unterhaltungen am häuslichen Herd lieferte sie seit 1860 mehrere Erzählwerke. Sie legte sich als Pseudonym die männliche Form ihres Vornamens zu und wählte als Nachnamen von Nemmersdorf, wobei Nemmersdorf die alte Bezeichnung einer ostpreußischen Siedlung ist, die heute den Namen Majakowskoje trägt. Die Bezeichnung trägt auch der heutige Ortsteil Nemmersdorf von Goldkronach, wo die Reitzenstein ein Schloss besaßen. Laut Hyacinth Holland soll sie den Namen nach einem willkürlichen Griff in ein topographisch-statistisches Lexikon gewählt haben. Gutzkow vermittelte ihren ersten Roman Unter den Ruinen. Ein Roman aus Roms Gegenwart an den Brockhaus-Verlag in Leipzig. Zuvor hatte er das Manuskript auf Wunsch des Verlegers leicht überarbeitet und redigiert. Der 1862 erschienene Roman wurde von der Autorin Gutzkow gewidmet. In ihrer gedruckten Widmung an Gutzkow macht sie auf dessen Roman Der Zauberer von Rom (1858–1861) aufmerksam, der ihr Buch beeinflusst habe.
Unter ihrem Pseudonym schrieb sie weitere Romane, insbesondere auch mit historischem Hintergrund. Später folgte sie in den Fußstapfen von Paolo Mantegazza und widmete ihm ihr Werk Kampf der Geschlechter, welches die Beziehungen zwischen Frauen und Männern und die Frage der Rechte der Frau behandelt. Sie schrieb auch für Zeitschriften und Zeitungen, darunter die Augsburger Allgemeine Zeitung, die Münchener Zeitung sowie das zugehörige Unterhaltungsblatt, außerdem für Ernst Keils Die Gartenlaube und mehrere Zeitungen in Wien. Franziska von Reitzenstein besaß ein Haus in München, wo sie mit ihren Katzen lebte, was ihr den Namen Katzenbaronin von ihren Nachbarn einbrachte.

## Grabstätte
Die Grabstätte von Franziska Reitzenstein befindet sich auf dem Alten Südlichen Friedhof in München (Neu Arkaden Platz 105 bei Gräberfeld 42) Standort. Ihr Grab wurde von Friedrich von Thiersch entworfen.

## Werke (Auswahl)
- Unter den Ruinen. Leipzig 1862.
- Moderne Gesellschaft. Brockhaus, Leipzig 1863. (Digitalisat 1. Theil), (2. Theil), (3. Theil), (Theil 4)
- La Stella. Roman aus Venedigs Gegenwart. Fleischmann, München 1863, vorher veröffentlicht in der Neuen Münchener Zeitung. (Digitalisat)
- Doge und Papst. Breslau 1865. (Digitalisat Band 1), (Band 2)
- Gozzi’s Rache. Bayerische Zeitung 1865.
- Allein in der Welt. Janke, Berlin 1868.
- Späte Sühne. In Grosse's und Franz Grandauer's Revue Propyläen. 1869.
- Unter den Waffen. Janke, Berlin 1869, Nachdruck 1872. (Digitalisat Band 1), (Band 2), (Band 3)
- Ritter unserer Zeit. Richter & Kappler, Nürnberg und Leipzig 1873. (Digitalisat Band 1), (Band 2), (Band 3)
- Im Coupé. 2 Bde. München 1873.
  - Bd. 1: Ein dämonisches Weib.
  - Bd. 2: Die Verworfene und die Reine.
- Ein Gentleman. Costenoble, Jena 1874. (Digitalisat Band 1), (Band 2), (Band 3), (Band 4)
- Ein Ehestandsdrama. Roman in vier Bänden. Costenoble, Jena 1876.
- Die Masken des Glückes. Berlin 1876.
- Gebt Raum! Baensch, Dresden 1880.
- Das Rätsel des Lebens. Roman in zwei Bänden. Leipzig 1894.
- Der Kampf der Geschlechter – Eine Studie aus dem Leben und für das Leben. Spohr, Leipzig 1891.
- Aus gärender Zeit – Studie aus dem Leben. Foerster, Stuttgart 1895.

## Werke in Zeitschriften (Auswahl)
- Von der Newa an die Weichsel. Eine Winterfahrt. In: Karl Gutzkow (Hg.): Unterhaltungen am häuslichen Herd. Leipzig 1862 (Nr. 2–4).